# Etilamina
La etilamina es una amina primaria con fórmula molecular C2H7N.